# 춘천시의회
춘천시의회는 강원특별자치도 춘천시 지역을 관할하는 기초의회이다.